# Cinnamomum rivulorum
Cinnamomum rivulorum är en lagerväxtart som beskrevs av André Joseph Guillaume Henri Kostermans. Cinnamomum rivulorum ingår i släktet Cinnamomum och familjen lagerväxter. Inga underarter finns listade i Catalogue of Life.